# Spoorlijn Deventer - Almelo
De spoorlijn Deventer - Almelo is de op 1 september 1888 geopende spoorlijn die Deventer met Almelo verbindt. De lijn is aangelegd door de Koninglijke Nederlandsche Locaalspoorweg-Maatschappij, aanvankelijk als lokaalspoorweg. Later nam de route Apeldoorn - Deventer - Almelo de rol van doorgaande verbinding naar het oosten over van de spoorlijn Zutphen - Glanerbrug. Tussen Wierden en Almelo loopt de lijn samen met de in 1881 aangelegde lijn Zwolle-Almelo.

## Historie

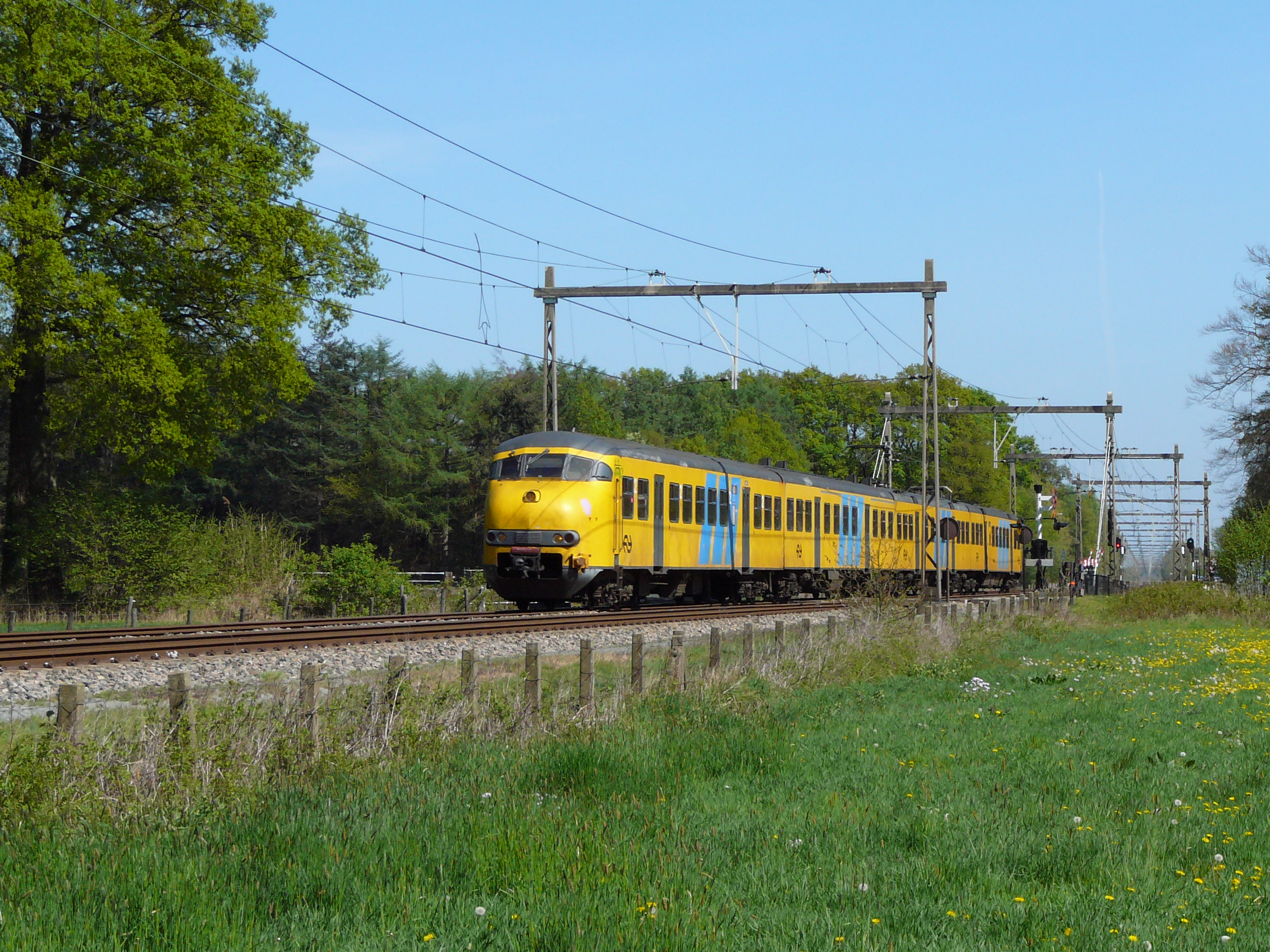
Plan T treinstel 506 is op 21 april 2007 tussen Bathmen en Colmschate onderweg als stoptrein van Almelo naar Apeldoorn

In 1880 werd de Koninklijke Nederlandsche Locaalspoorweg-Maatschappij opgericht. De maatschappij legde in de daaropvolgende jaren vanuit Apeldoorn lokaalspoorlijnen aan naar Zwolle en Dieren. In 1887 en 1888 werd de spoorlijn van Apeldoorn via Deventer naar Almelo aangelegd. Het traject tussen Apeldoorn en Deventer (Holthuizerstraat, even voor het begin van de spoordijk richting de IJsselbrug) is op 21 november 1887 geopend. De spoorbrug en het traject tussen Deventer en Almelo is op 1 september 1888 geopend. Na de aanleg van de spoorlijnen voerde de HSM de treindiensten uit op de spoorlijnen van de KNLS.
In Almelo sloot de spoorlijn aan op de spoorlijn Almelo - Salzbergen. Deze verbinding sloot al sinds 1865 in Duitsland aan op de belangrijke spoorwegverbinding naar Hannover. Gezien het belang van de deze oost-westverbinding, werd de hele spoorlijn Apeldoorn - Almelo al binnen vijf jaar omgebouwd tot hoofdspoorweg. Hiermee kon de HSM concurreren met de SS die over de nabijgelegen spoorlijn Zutphen - Glanerbrug via Zutphen en Hengelo naar Duitsland reed. De HSM had nu veruit de kortste verbinding tussen Amsterdam en Noord-Duitsland. Bij de fusie tussen de HSM en de SS in 1917 werd besloten dat dit traject de belangrijkste doorgaande verbinding werd tussen de Randstad en Twente en Noord-Duitsland. Niet lang na dit besluit werd de spoorlijn verdubbeld. In 1951 werd de lijn geëlektrificeerd. De oude staatslijn via Zutphen werd hiermee definitief gedegradeerd tot regionale zijlijn.

## Stations en gebouwen
Langs de lijn stonden relatief weinig stations. In Deventer was, sinds de aanleg van de lijn Arnhem - Zwolle, al een station van de SS aanwezig. De HSM bouwde echter voor de spoorlijn Apeldoorn - Deventer - Almelo een eigen stationsgebouw vlak bij het gebouw van de SS. In 1914 werd, na de verhoging van de spoorlijnen door de stad, het huidige gezamenlijke stationsgebouw in gebruik genomen. In Wierden en Almelo werd wel gebruikgemaakt van de bestaande gebouwen van de SS. Bij de aanleg van de lijn werden in Colmschate, Bathmen, Dijkerhoek, Holten en Rijssen stationsgebouwen van de verschillende standaardtypes van de KNLS gebouwd. De stationsgebouwen van Holten en Rijssen zijn nog altijd aanwezig. De stations Colmschate en Bathmen zijn in 1947 gesloten, in Dijkerhoek stoppen al sinds 1933 geen treinen meer. De drie stationsgebouwen zijn al jaren geleden gesloopt.
In 1989 werd voor het eerst in het ruim honderdjarig bestaan van de lijn een nieuw station geopend. Niet ver van de oude halte Colmschate werd dat jaar de nieuwe voorstadshalte Deventer Colmschate geopend. Het dorp was inmiddels opgegaan in de grootschalige uitbreiding ten oosten van Deventer.
Overzicht van stations langs de lijn (cursief: voormalig station):
| Station             | Geopend | Huidig gebouw                                                   |
| ------------------- | ------- | --------------------------------------------------------------- |
| Deventer            | 1865    | 1914, SS, 2e gebouw, uniek ontwerp van Menalda van Schouwenburg |
| Deventer Colmschate | 1989    | 1989, NS, 1e gebouw, type Voorstadshalte                        |
| Colmschate          | 1888    | geen, station gesloten in 1933                                  |
| Bannink             | 1888    | geen, station gesloten in 1932                                  |
| Bathmen             | 1888    | geen, station gesloten in 1938, gebouw gesloopt in 1971         |
| Dijkerhoek          | 1888    | geen, station gesloten in 1933, gebouw gesloopt in 1940         |
| Holten              | 1888    | 1888, KNLS, 1e gebouw, Standaardtype KNLS 2e klasse             |
| Rijssen             | 1888    | 1888, KNLS, 1e gebouw, Standaardtype KNLS 1e klasse             |
| Notter              | 1888    | geen, station gesloten in 1923                                  |
| Wierden             | 1881    | 1965, NS, 2e gebouw, Standaardtype Douma                        |
| Almelo              | 1865    | 1962, NS, 3e gebouw, uniek ontwerp van Van der Gaast            |

De stations Deventer, Wierden en Almelo zijn eerder geopend dan de spoorlijn Deventer - Almelo, omdat deze stations al aan andere spoorlijnen gelegen waren.

## Treindienst

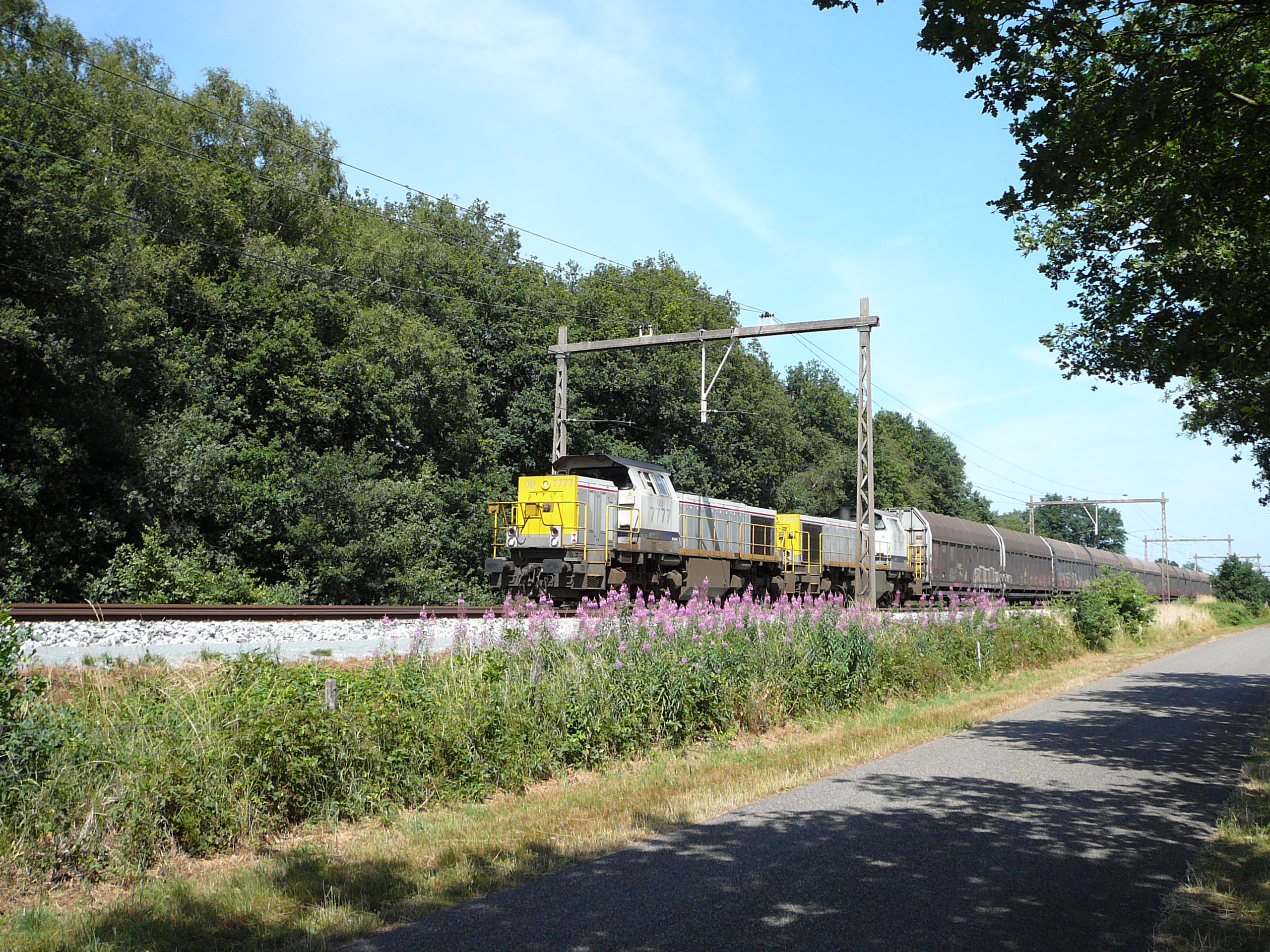
De spoorlijn kent naast reizigersvervoer ook veel internationaal goederenvervoer. Op de foto NMBS-locs 7777 en 7775 met een trein met Volvo-onderdelen onderweg van Zweden naar Gent bij Dijkerhoek, 12 juli 2006

Sinds de spoorlijn is omgebouwd tot hoofdspoorweg, rijden diverse doorgaande treinen tussen de Randstad en Twente en Duitsland over het traject. Daarbij rijden er stoptreinen om de tussenstations te bedienen. Met het invoeren van de consequente dienstregeling bij Spoorslag '70 reed er eenmaal per uur een intercity tussen Amsterdam en Enschede. Daarnaast ging er eenmaal per uur een intercity tussen Den Haag/Rotterdam en Enschede rijden. Deze reed echter tussen Deventer en Enschede als stoptrein. Al na enkele jaren werd deze constructie gewijzigd, hierbij ging het Rotterdamse deel na Deventer door als intercity en werd het Haagse deel afgekoppeld om als stoptrein naar Enschede te rijden. Sindsdien rijdt er elk half uur een intercity tussen Deventer en Enschede. Vanaf 1996 rijden er weer aparte stoptreinen op het traject. Sindsdien wordt vaak een deel van de intercity uit de Randstad in Deventer afgekoppeld.
De treindienst op de spoorlijn wordt anno 2022 nog verzorgd door de NS. Er rijden dagelijks twee intercity's per uur, die alleen stoppen in Deventer, Almelo en Hengelo. Deze intercity's rijden op de belangrijke oost-westverbinding tussen de Randstad en Enschede. Op de spoorlijn rijden bovendien elk half uur de sprinters van de serie 7000 (Apeldoorn - Almelo (spits Enschede). Tussen Wierden en Almelo rijdt daarnaast nog 2 keer per uur een stoptrein van Zwolle via Almelo naar Enschede. Zodoende rijden er tussen Wierden en Almelo en in de spits naar Enschede 6 treinen per uur. 

### Internationale treinen
Naast het nationale reizigersvervoer kent de spoorlijn al sinds 1892 ook internationaal reizigersvervoer. Zowel vanuit Amsterdam als vanuit Hoek van Holland en Rotterdam reden lange tijd dagelijks D-treinen naar Duitsland, Scandinavië en zelfs Rusland. Bekende namen van deze treinen waren de Holland-Scandinavië Expres en de Hoek-Warszawa Expres. In de treinen zaten doorgaande rijtuigen naar steden als Berlijn, Warschau, Kopenhagen en Moskou. Tussen de D-treinen reden ook enkele 'normale' doorgaande treinen tussen Amsterdam en steden als Osnabrück en Hannover. Vanaf 1991, enkele jaren na de val van de Muur en het verdwijnen van het IJzeren Gordijn reden steeds meer internationale treinen door naar Berlijn. Door de teruglopende belangstelling reed in mei 1993 de laatste internationale trein vanuit Hoek van Holland.
Sinds de invoering van de consequente dienstregeling bij Spoorslag '70 rijden de meeste internationale treinen in de tijdsschema's van de 'Amsterdamse' intercity's. Tussen 1992 en 2006 reden de internationale treinen los van de overige intercity's. Anno 2022 rijden de internationale treinen overdag om de twee uur tussen Amsterdam en Berlijn.

### Goederenvervoer
Ten slotte vindt naast het reizigersvervoer op de spoorlijn veel goederenvervoer plaats. Verschillende spoorwegmaatschappijen rijden dagelijks met (inter)nationale goederentreinen over het traject Deventer - Almelo. Een deel van deze treinen rijdt tussen (Noord-)Duitsland en de Rotterdamse haven.

## Materieelinzet
In 1938 is het het zogenaamde Middennet geëlektrificeerd en verschuift het moderne dieselelektrische stroomlijnmaterieel uit 1934 door naar de lange-afstandsverbindingen tussen de Randstad en het noorden en oosten van het land. De 3 treinstellen worden na de elektrificatie van het deze spoorlijnen begin jaren 50 vervangen door het elektrische stroomlijnmaterieel. Daarnaast rijden er ook een aantal getrokken treinen tussen Amsterdam en Enschede.
Met de invoering van het nieuwe intercitynetwerk in 1970 worden een aantal materieeltypen aangewezen om deze diensten te rijden. Het Materieel '54 gaat vanaf dat jaar het grootste deel van de intercity's tussen de Randstad en Twente rijden. Ook rijden nog altijd een aantal getrokken treinen tussen Amsterdam en Enschede. In deze treinen rijden voornamelijk Plan E rijtuigen maar ook Plan W.
Eind jaren 70 wordt speciaal voor de intercitydiensten het nieuwe Intercitymaterieel ontwikkeld. De treinstellen worden voorzien van een zogenaamde doorloopkop, hierdoor wordt het voor reizigers en personeel mogelijk om ook tijdens de rit van treinstel te wisselen. Dit is voor de intercitydiensten tussen de Randstad en het noorden en oosten van Nederland gewenst gezien vaak gedeeltes van de trajecten gekoppeld gereden wordt. In 1983 wordt begonnen met de seriebouw van de treinstellen en tussen 1984 en 1994 nemen de Koplopers in etappes de noord-oostverbindingen over van de oude hondenkoppen. In 1986 worden de meeste treinen tussen Den Haag/Rotterdam en Enschede overgenomen. Hiermee rijden de treinstellen dus zowel de helft van de intercity's als de stoptreinen op het traject. Diezelfde periode worden de Plan E-rijtuigen vervangen door de nieuwe intercityrijtuigen.
In 1994 wordt zowel het Materieel '54 als de getrokken treinen tussen Hoofddorp, Amsterdam en Enschede vervangen door de ICM-treinstellen. Het ICM rijdt voortaan zowel de stoptreinen als de intercity's op het traject. In 2005 wordt de stoptreindienst overgenomen door het Materieel '64. In april 2009 werd het materieel weer vervangen door SGMm. Tussen 2 september 2013 en december 2016 werd Mat '64 (Apeldoorn-Enschede) ingezet. Sinds december 2016 wordt het materieel DD-AR en SGMm ingezet. De DD-AR werd tot 14 december 2019 ingezet. Sinds 13 december 2020 wordt ook de SNG gebruikt op deze lijn. Op 11 december 2021 ging ook de SGMm uit dienst en rijdt de SNG alleen nog op het traject Deventer-Almelo.